# Суматранская храмуля
Суматранская храмуля (лат. Epalzeorhynchos kalopterus) — вид пресноводных лучепёрых рыб семейства карповых, обитающая в Юго-Восточной Азии.

## Описание
Суматранская храмуля достигает длины 15 см. Продолжительность жизни составляет примерно 5 лет. Половой диморфизм не выражен. Из-за внешнего сходства существует вероятность перепутать рыбу с видом Crossocheilus oblongus. Водорослееды.